# Datana ruficollis
Datana ruficollis är en fjärilsart som beskrevs av Walker. Datana ruficollis ingår i släktet Datana och familjen tandspinnare. Inga underarter finns listade i Catalogue of Life.